# Zeevaartschool Texel

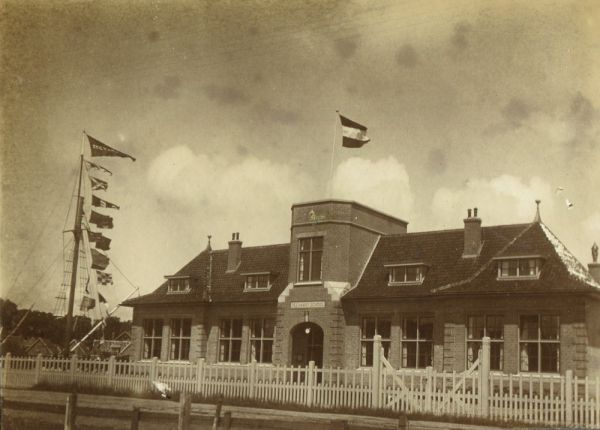
Zeevaartschool Texel, opening in 1915

De Zeevaartschool Texel was een instelling voor zeevaartkundig onderwijs in Den Burg op het eiland Texel. De gemeentelijke zeevaartschool bestond van 1912-1913 tot 1933. De opleiding was eerst gevestigd in het zogeheten 'Glazen Paleis' aan de Nieuwstraat (tegenwoordig Burgwal) en vanaf 16 februari 1915 in een nieuwgebouwd pand aan het Schilderend 39.
Anders dan veel andere zeevaartscholen beschikte de Texelse Zeevaartschool niet over een eigen internaat.
De leerlingen werden in de volksmond 'Zeevaarders' genoemd. Na de sluiting in 1933 werd het pand gebruikt als School voor ULO en als Dorpshuis d' Ouwe ULO. Nadat het een onderkomen was voor diverse verenigingen werd de Artex Kunstenschool Texel in het gebouw gevestigd. De ontstaansgeschiedenis van de Zeevaartschool werd in 1975 uitgebreid beschreven in 't Lant van Texsel van J.A. van der Vlis. Ed Vermeulen schreef in samenwerking met de Historische Vereniging Texel zes artikelen over de zeevaartschool.

## Gebouw
De hoofdingang in het middenstuk van het symmetrische gebouw gaf toegang tot de hal met het trappenhuis. Boven de ingang staat de tekst SCHOOL voor ULO. Aan weerszijden van de hal bevonden zich twee leslokalen. Op de overloop naar de zolderverdieping stond een vitrinekast met daarin een scheepsmodel van een volgetuigd zeilschip waarmee de leerlingen zich de namen van de zeilen en de tuigage eigen konden maken. Op de zolder werden lessen in schiemanswerk, touw- en staaldraadsplitsen gegeven. Op het dak was een levensgroot kompasmeubel geplaatst. Hierop werden instrumenten geplaatst voor het verrichten van peilingen en azimutmetingen. Buiten stond een bezaansmast met stagen, touwladders, pardoens en zaling voor instructiedoeleinden. De praktijklessen roeien, wrikken en zeilen werden gegeven in twee barkassen, die in de haven van Oudeschild lagen. De leerlingen droegen tijdens de lessen een uniform.